# 人質司法
人質司法（ひとじちしほう）とは、否認供述や黙秘している被疑者や被告人を長期間拘留する（人質のような扱いをする）ことで自白等を強要しているとして日本の刑事司法制度を批判する用語である。一方、法務省はこのことについて否定している。

## 人質司法が指摘された例

### カルロス・ゴーンの逮捕
AFP通信元東京支局長のフィリップ・リエスは、フランスの経済紙『Les Echos』で、カルロス・ゴーンが逮捕され、身柄を東京拘置所において108日に渡り身柄拘束されたことについて、自身が40年前にポーランド統一労働者党政権下のポーランド人民共和国で、スパイ容疑で収監された経験と比較し「当時は独房ではなく、日常着でいられた。妻と毎日、数分間面会する権利も得た」日本の検察は「途方もない権力」を担い、容疑者に自白を迫っていると訴え、「それが有罪率99%の原因。スターリン政権下のソ連でも、これほど高率ではなかった」と批判した。
フランスの新聞『フィガロ』は、ゴーンの逮捕・勾留について『人質司法』であるとの見解を示した。CNNは、ゴーンの事件について hostage justice の英語を用いて報じている。2019年（平成31年）4月25日、東京地方裁判所の保釈決定に対して、検察庁幹部（氏名不詳）は「裁判所は『人質司法』という言葉に完全にひよっている。」との見解を表明している。また、ヒューマン・ライツ・ウォッチはゴーンの身体拘束等を含んだ人質司法に関する報告書を公表し、「日本は、保釈に関する規定を、無罪の推定と個人の自由に関する国際基準に沿ったものに改正すべきである。」との見解を表明している。
一方、中華人民共和国出身で比較刑事法学が専門の王雲海一橋大学大学院法学研究科教授は、フランスでは予備審問で劣悪な環境下において公訴の判断がされないまま4年以上勾留されることがあり、過少記載を2段階に分けて再逮捕した手法に関しても、欧米でも同様の手法が取られていると指摘し、海外からの批判に関して「筋違い」であるとした。

### 大川原化工機事件
大川原化工機事件では、2020年3月に噴霧乾燥機が生物兵器に転用される疑いから勾留されていたが、装置内に病原性細菌を死滅させられない温度が低い部分があったことから2021年8月1日に無罪が報道された事件である。勾留されていた間に容疑者とされる一人のAは東京拘置所の中で体調を崩しても保釈は認められず、胃に悪性腫瘍があると診断された後にようやく勾留の執行停止が認められた。Aは入院先で胃がんと診断され、約三ヶ月後に死去した。この事件では、保釈が認められない長期の拘束と悪性腫瘍が見つかっても「罪証隠滅のおそれ」があるとして入院などが認められなかったことから、朝日新聞などから人質司法と指摘されている。

### 東京五輪汚職事件
2020年東京五輪・パラリンピックを巡る汚職事件で、贈賄罪で起訴された出版大手KADOKAWAの角川歴彦前会長は2024年6月27日、「無罪を主張したことで長期間、身柄拘束される『人質司法』で身体的、精神的苦痛を受けた」として、国に2億2000万円の賠償を求めて東京地裁に提訴した。角川氏は2022年9月、東京五輪大会組織委員会元理事への贈賄容疑で東京地検特捜部に逮捕され、同10月に起訴された。逮捕前から一貫して無罪を主張し、23年4月に保釈されるまで約7カ月間、勾留された。逮捕・起訴された当時、角川氏は79歳の高齢で不整脈等の持病があり、拘留中に体調悪化も治療認められず、拘置所の医師から「死なないと出られない」と言われた。角川氏は「訴えたいのは、『人質司法のあり方』です。国家賠償請求の形を取っていますが、賠償金が欲しいわけでもありません。」と主張している。

## 法制審議会
2014年（平成26年）の法制審議会特別部会では、居住先の指定など条件を課す代わりに、身柄拘束しないで捜査する「中間処分制度」を創設すべきか議論になったが、警察や検察出身の委員から「証拠隠滅の恐れが高まる」との否定的な意見が相次ぎ、見送られた。裁判官出身の委員から「手続きは適切」と一蹴され、村木厚子らは「我々の感覚とずれている」と温度差があったことを明らかにした。

## 人質司法に終止符を打つための訴訟
2025年3月24日、人質司法を受けた4人の男性が東京地方裁判所に民事訴訟を起こす。各人は110万円の国家賠償を求めて、長期間の勾留や保釈拒否を許容する刑事訴訟法の規定が憲法に反することを訴える。この訴訟は、複数の被害者が原告となって、人質司法の根拠条文の違憲性を正面から争うの種類のものとしては初めてのものである。

## 関連文献
- 清水晴生, 石村耕治「対談 【清水晴生教授に石村耕治PIJ代表が聞いた】再びわが国の「人質司法」を問う《20問》 あなたが日本語も英語も通じない国で逮捕・勾留されたら?? ゴーン氏の海外逃亡で問われるわが国の「人質司法」」（PDF）『CNNニューズ』第101号、プライバシー・インターナショナル・ジャパン、2020年4月、21-26頁、CRID 1520291855315522560。